# Ausias Despuig
Ausias Despuig (Xàtiva, 1423 – Roma, 2 settembre 1483) è stato un cardinale e arcivescovo cattolico spagnolo.

## Biografia
Nacque a Xàtiva nel 1423. Fu canonico a Barcellona, a Gerona, a Huesca e a Urgell.
Re Alfonso V d'Aragona lo nominò cancelliere dello Estudio General del regno e canonico della cattedrale nel 1457. Successivamente fu consigliere del suo successore, il re Giovanni II d'Aragona, che lo nominò arcivescovo di Monreale, nel Regno di Sicilia.
L'allora principe Ferdinando lo nominò governatore della Sicilia nel 1470, carica che tenne fino al 1478. Nel 1472 fu nominato governatore di Roma e ambasciatore di Aragona presso la Santa Sede.
Papa Sisto IV lo elevò al rango di cardinale nel concistoro del 7 maggio 1473 con il titolo di cardinale presbitero dei Santi Vitale, Valeria, Gervasio e Protasio e nel 1475 fu nominato arcivescovo di Saragozza, carica da cui si dimise nel 1478. Nel 1476 fu nominato amministratore apostolico di Capaccio Paestum e abate di San Pietro d'Eboli. Nel 1477 optò per il titolo di Cardinale presbitero di Santa Sabina. Nel 1482 fu nominato camerlengo del Sacro Collegio.
Morì il 2 settembre 1483, all'età di 60 anni.